# Neomyia sororella
Neomyia sororella är en tvåvingeart som först beskrevs av Villeneuve 1926.  Neomyia sororella ingår i släktet Neomyia och familjen husflugor. Inga underarter finns listade i Catalogue of Life.